# Serica chasilakhae
Serica chasilakhae är en skalbaggsart som beskrevs av Ahrens 1999. Serica chasilakhae ingår i släktet Serica och familjen Melolonthidae. Inga underarter finns listade i Catalogue of Life.